# Aphis madronae
Aphis madronae är en insektsart. Aphis madronae ingår i släktet Aphis och familjen långrörsbladlöss. Inga underarter finns listade i Catalogue of Life.